# Al-Midja
Al-Midja (arab. ‏المديه‎, al-Midya) – wieś w Palestynie, w muhafazie Ramallah i Al-Bira. Według danych szacunkowych Palestyńskiego Centralnego Biura Statystycznego w 2016 roku miejscowość liczyła 1665 mieszkańców.